# Ґровер Ферр
Ґровер Карр Ферр III (англ. Grover Carr Furr III; народився 3 квітня 1944) — американський професор середньовічної англійської літератури в Університеті штату Монтклер, найбільш відомий своїми ревізіоністськими поглядами щодо Радянського Союзу та Йосипа Сталіна.
Ферр писав книги, статті та статті про радянську історію, особливо про сталінську добу, в яких він стверджував, що Голодомор у Радянській Україні, не був навмисним, описуючи його як «вигадку, створену Українськими націоналістами про-нацистами», що Катинський розстріл був скоєний нацистським шуцштаффелем а не НКВД, що всі звинувачені на Московському процесі були дійсно винними, що заяви у промові Микити Хрущова «Про культ особи та його наслідки» є майже повністю неправдивими, що мета пакту Молотова-Ріббентропа було зберегти Другу Польську Республіку, а не розділити її, і що Радянський Союз не вторгався у Польщу 2 вересні 1939 року на тій підставі, що польської держави більше не існувало. Ферр стверджує, що основний наратив про Радянський Союз і, зокрема, сталінську епоху є упередженим і що багато тверджень популярних істориків необґрунтовані, оскільки вони дотримуються «антисталінської парадигми».

## Погляди

### Голодомор
У статті CounterPunch, опублікованій у березні 2017 року, Ферр стверджує, що в СРСР, включаючи (але не обмежуючись) Українською РСР у 1932-33 роках був дуже серйозний голод. Але не існувало «жодних доказів щодо навмисного створення голоду». Він вважає, що сучасне визначення голодомору як штучноствореного «придумали» українські колабораціоністи з нацистами, які після війни знайшли притулок у Західній Європі, Канаді та США.

### Незгода з істориками
Ферр не погоджувався з багатьма істориками Радянського Союзу, включаючи Роберта Конквеста, Сергія Романова, Тімоті Снайдера та Стівена Коткіна, і звинувачує їх у «нечесному спотворенні» того, що він вважає правдою у своїх публікаціях з радянської історії.

## Критика
Польський історик Ярослав Шарек, президент польського Інституту національної пам’яті засудив роботи Ферра і порівняв їх із запереченням Голокосту.

### Книги
- Furr, Grover (2011). Khrushchev Lied. The Evidence that Every Revelation of Stalin's (and Beria's) Crimes in Nikita Khrushchev's Infamous Secret Speech to the 20th Party Congress of the Communist Party of the Soviet Union on February 25, 1956, Is Provably False. Kettering, Ohio: Erythros Press and Media. ISBN 9780615441054.
- Furr, Grover (2013). The Murder of Sergei Kirov: History, Scholarship and the Anti-Stalin Paradigm. Kettering, Ohio: Erythros Press and Media. ISBN 9780615802015.
- Furr, Grover (2014). Blood Lies: The Evidence that Every Accusation against Joseph Stalin and the Soviet Union in Timothy Snyder's Bloodlands Is False. New York City, New York: Red Star Publishers. ISBN 9780692200995.
- Furr, Grover (2015). Trotsky's Amalgams. Trotsky's Lies, The Moscow Trials as Evidence, The Dewey Commission. Trotsky's Conspiracies of the 1930s, Volume One. Kettering, Ohio: Erythros Press and Media. ISBN 9780692582244.
- Furr, Grover (2016). Yezhov vs. Stalin: The Truth About Mass Repressions and the So-Called Great Terror in the USSR. Kettering, Ohio: Erythros Press and Media. ISBN 9780692810507.
- Furr, Grover (2017). Leon Trotsky's Collaboration with Germany and Japan. Trotsky's Conspiracies of the 1930s, Volume Two. Kettering, Ohio: Erythros Press and Media. ISBN 9780692945735.
- Furr, Grover (2018). The Fraud of the Dewey Commission. New York City, New York: Red Star Publishers. ISBN 9781722702243.
- Furr, Grover (2018). The Moscow Trials as Evidence. New York City, New York: Red Star Publishers. ISBN 9781722842123.
- Furr, Grover (2018). The Mystery of the Katyn Massacre: The Evidence, The Solution. Kettering, Ohio: Erythros Press and Media. ISBN 9780692134252.
- Furr, Grover (2019). Stalin: Waiting for ... the Truth! Exposing the Falsehoods in Stephen Kotkin's Stalin: Waiting for Hitler, 1929–1941. New York City, New York: Red Star Publishers. ISBN 9780578445533.
- Furr, Grover (2019). Trotsky's Lies. Kettering, Ohio: Erythros Press and Media. ISBN 9780578521046.
- Furr, Grover (2020). New Evidence of Trotsky's Conspiracy. Kettering, Ohio: Erythros Press and Media. ISBN 9780578649764.
- Furr, Grover (2021). Trotsky and the Military Conspiracy: Soviet and Non-Soviet Evidence; with the Complete Transcript of the "Tukhachevsky Affair" Trial. Kettering, Ohio: Erythros Press and Media. ISBN 978-0578816036.
- Furr, Grover (2022). The Fraud of the "Testament of Lenin". Kettering, Ohio: Erythros Press and Media. ISBN 978-0578284996.
- Furr, Grover & Bobrov, Vladimir L. (2023). Stalin Exonerated: Fact-Checking the Death of Solomon Mikhoels. Kettering, Ohio: Erythros Press and Media. ISBN 979-8218243876.